# Lumnezia
Lumnezia (německy Lugnez) je obec ve švýcarském kantonu Graubünden, okresu Surselva. Nachází se asi 30 kilometrů jihozápadně od kantonálního hlavního města Churu, v nadmořské výšce 1 244 metrů. Má zhruba 2 000 obyvatel.
Obec vznikla k 1. lednu 2013 sloučením dosud samostatných obcí v údolí Val Lumnezia: Vrin, Lumbrein, Vignogn, Degen, Vella, Morissen, Cumbel a Suraua.

## Geografie

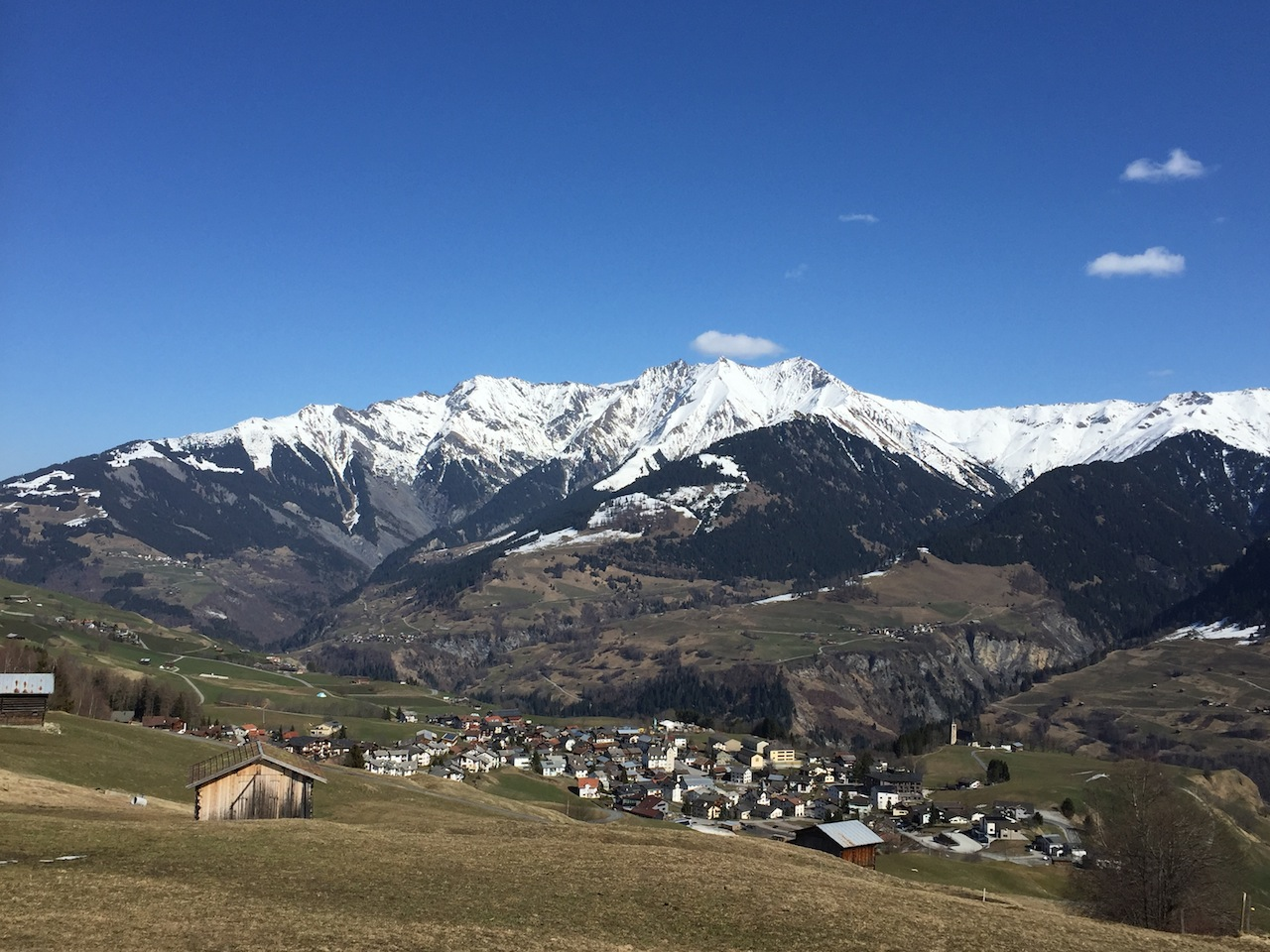
Val Lumnezia na jaře

Obec Lumnezia vznikla 1. ledna 2013 sloučením bývalých obcí Vrin, Lumbrein, Vignogn, Degen, Vella, Morissen, Cumbel a Suraua. Lumnezia je převážně rétorománsky mluvící obec s přibližně 2 000 obyvateli a nachází se v bočním údolí řeky Surselvy, které je klimaticky příznivě orientováno k jihu. Obec se rozkládá na ploše přes 165 km² od portálu údolí Porclas až po náhorní plošinu Greina na hranici s kantonem Ticino. Osídlená oblast obce Lumnezia leží v nadmořské výšce 900 až 1550 metrů.
Politicky patří obec Lumnezia do stejnojmenné oblasti, kterou kromě ní tvoří obec Vals s připojenou obcí St. Martin. Je začleněna do regionálního účelového sdružení Surselva. Od sloučení v roce 2013 se výkonný orgán obce Lumnezia skládá z devíti radních, z nichž každý vede jeden odbor po dobu čtyř let. Starosta obce je součástí devítičlenného výkonného týmu. Téměř polovina pracovní síly je zaměstnána v horském zemědělství a přibližně 40 % zaměstnanců pracuje v sektoru služeb. Místní cestovní ruch, stavebnictví, drobné podnikání a příjmy od majitelů druhých domů tvoří důležitý základ, který podporuje rozpočet obce a život jejích obyvatel. Obec se zaměřuje na šetrnou alpskou turistiku orientovanou na přírodu a podporuje projekty v oblasti pěší turistiky, cykloturistiky, zimní turistiky a prostřednictvím regionálních kulturních akcí.

## Historie

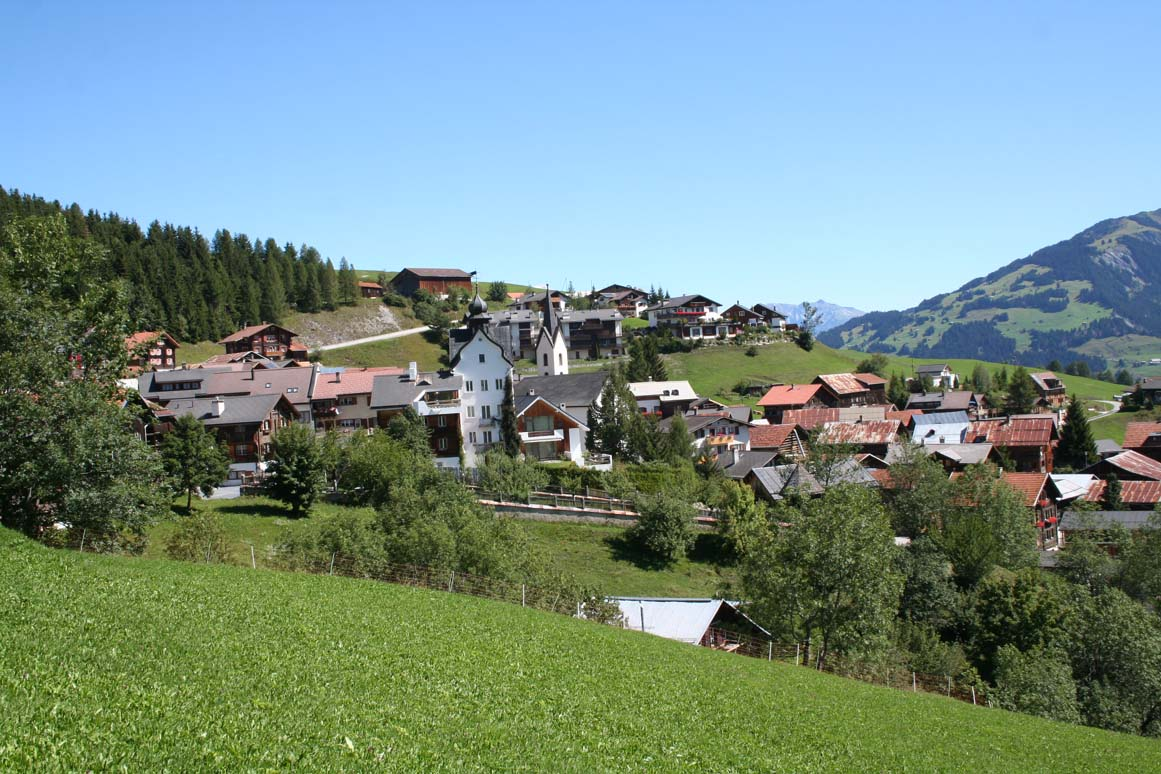
Morissen

Historie oblasti Lumnezia je dobře zdokumentována díky historickému vývoji jejích čtvrtí a vesnic, které jsou nyní sloučeny do velké obce. Sídliště Crestaulta u Surinu (okolí Lumbreinu) pochází z mladší až střední doby bronzové a naznačuje usedlou zemědělskou a pasteveckou kulturu. Pro pozdní dobu bronzovou je doloženo sídliště ve Velle, ojedinělé nálezy jsou doloženy v Uors a Surcasti. Římské mince byly nalezeny v obcích Vella, Lumbrein a Degen. Katolický kostel Pleif u vesnice Vella, postavený pravděpodobně v 6. až 7. století, je klasickým údolním kostelem. Až do počátku 14. století patřilo k velké farnosti nejen údolí Lumnezia, ale také údolí Vals. Vals tvořil vlastní farnost kolem roku 1300 a Fraissen (v sousedství Degenu) od roku 1345. Proces nahrazování ostatních farností trval od 16. do 20. století a skončil v roce 1910 v Peidenu. Duvin byl jedinou lugnezskou farností, která v roce 1526 konvertovala k reformaci.
Královské panství Lugnez, které je uvedeno v císařském soupisu majetku, bylo již v 9. století rozděleno mezi velké množství lenních držitelů. Nejvýznamnějším z nich byl biskup z Churu, zejména biskup Tello, v jehož závěti jsou uvedeny četné statky v této oblasti. Ve 13. a 14. století se belmontským baronům podařilo spojit různá menší panství. S pomocí místních obyvatel zvítězili v roce 1352 ve sporu s hrabaty z Werdenbergu. Podle legendy zaznamenané na konci 18. století rozhodli obyvatelé údolí Val Lumnezia bitvu ve svůj prospěch v bitvě u Porclasu u vstupu do údolí.

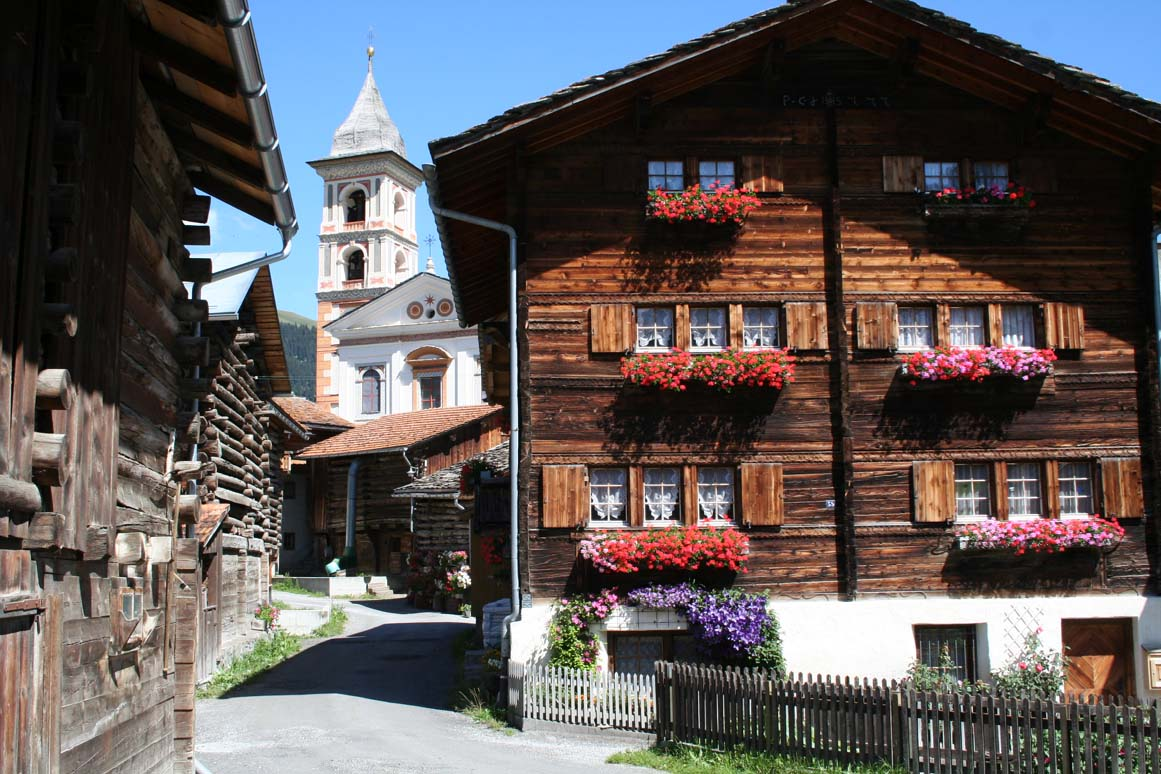
Vrin

Po smrti posledního hraběte z Belmontu v roce 1371 přešlo hejtmanství Lugnez na rod Sax-Misox, kteří jmenovali místní obyvatele jako podhejtmany. V roce 1395 se Lugnezerové připojili k zemskému mírovému svazu v Ilanzu, předchůdci Šedé ligy, na rovnoprávném základě s pány ze Sax-Misox. V roce 1457 vydali Římané žijící v Lugnezu obranný zákon proti cizím přistěhovalcům, který byl namířen nejen proti Walserům, ale také proti lidem z Blenia, kteří skupovali stále více Alp na území Lugnezu. V roce 1483 prodal Johann Peter von Sax-Misox svůj majetek v Lugnez biskupovi z Churu. Kamenná pamětní deska v údolním kostele v Pleifu jmenuje četné obyvatele oblasti Lugnez jako válečné hrdiny během švábské války v roce 1499, kdy Graubündenští úspěšně získali privilegia v Německé říši, a následně vznikl na přibližně 500 let stát Dreibünden (Svobodný stát Rhétů). Od této události dostávali lugnezští šlechtici a sousedé beneficia a příjmy z výnosů poddanských území Valtellina a panství Maienfeld, podobně jako ostatní čtvrti Graubündenu. V průběhu staletí však byly vojenské zakázky a odpovídající válečné služby evropským vládnoucím rodům důležitým zdrojem příjmů do pokladen Šedé konfederace, což opakovaně vedlo ke krizím a konfliktům.
V roce 1538, v důsledku reformace, byla biskupská práva na Lugnez vykoupena zpět. V rámci Horní konfederace vytvořily dvě soudní obce Vals a Lumnezia vrchní soud Lumnezia. Nižší soudní pravomoc vykonával tzv. mistral (v Lumnezii) nebo ammann (ve Valsu).
Ve druhé polovině 17. století zažila Lumnezia rozkvět rétorománské duchovní literatury a čilou stavební činnost (kostely). Obyvatelé však žili tradičně a převážně jako samozásobitelé z vysokohorského zemědělství. Od roku 1850 docházelo k silné emigraci do USA a Francie. Mladí lidé se v jižním Německu často nechávali najímat jako pracovní dělníci, podobně jako Švábové. V celé Surselvě nedošlo téměř k žádné skutečné industrializaci, hlavním zaměstnáním zůstalo horské zemědělství.
Racionalizační opatření po druhé světové válce vedla ke snížení počtu zemědělských podniků. Od roku 1960 umožnilo vystěhovalectví z hor do měst (především do Churu a Curychu) mnoha členům horské zemědělské rodiny vybudovat si vlastní živobytí. Silné vystěhovalectví z údolí se podařilo zastavit až s počínajícím turistickým boomem, v němž zpočátku hrála hlavní roli sezónní lázeňská turistika. Lázně v Peidenu se zpočátku těšily velkému zájmu a navštěvovali je především hosté z řad bohaté městské buržoazie. Následovala fáze rozvoje, kdy byly vybudovány termální lázně ve Valsu, které jako rekreační místo předstihly Bad Peiden.

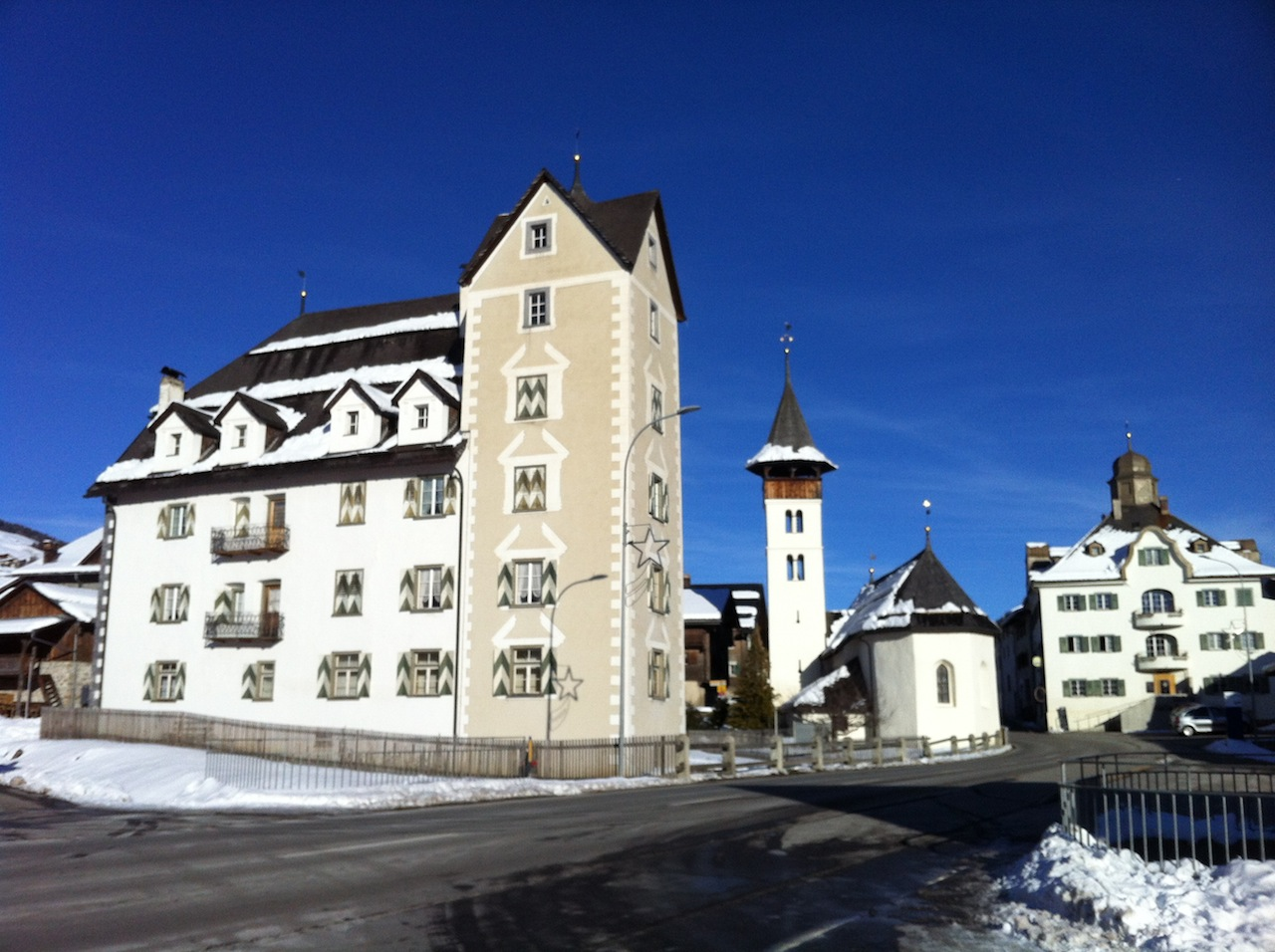
Historické centrum místní části Vella

Postupný stavební a technický rozvoj údolí začal již v roce 1870. Až do začátku 20. století byl průsmyk Greinapass využíván jako vysokohorský přechod pro nákladní dopravu a dobytek. Po vybudování souvislé údolní silnice z Ilanzu do Vrinu a Valsu se středisko Surselva v Ilanzu/Glionu stalo hlavním centrm pro komunitu v údolí Lugnez. Přibližně od roku 1900 nabízela vznikající lázeňská střediska v Graubündenu během zimní sezóny podobné pracovní příležitosti i obyvatelům Lumnezie. Místní obyvatelé, kteří získali odborné zkušenosti v jiných lázních nebo v zahraničí, přinesli do údolí nové poznatky jako navrátilci. Od roku 1970 má Lumnezia dobrý přístup do lyžařské oblasti Obersaxen/Mundaun díky horským drahám (v podobě vleků a sedačkových lanovek). S otevřením koupaliště Davos Munts na konci 20. století vzrostl hospodářský význam letní turistiky. Od té doby utvářely krajinu města rekreační domy, stejně jako různé hotelové projekty. Bývalá obec Vrin se stala turisticky významnou díky svému neporušenému obrazu horské vesnice, který byl v roce 1998 oceněn Wakkerovou cenou. Lumnezia se stala známou také díky každoročnímu festivalu Open Air Val Lumnezia.
Náhorní plošina Greina na území bývalé obce Vrin se stala oblíbenou turistickou oblastí. Po neúspěchu různých projektů na výstavbu elektráren s přehradou na náhorní plošině Greina byla oblast v roce 1996 zařazena pod ochranu jako národní přírodní rezervace. Rozhodnutím obecního zastupitelstva byla v roce 2019 zamítnuta také výstavba větrné elektrárny na Umsu a na oblíbené lyžařské hoře Sciarls u planiny Greina.
Od sloučení se sousedními obcemi se obec Lumnezia snaží udržet infrastrukturu a počet pracovních míst i za cenu vysokých nákladů, aby omezila odliv mladých obyvatel z hor.

## Obyvatelstvo
| Rok            | 1910 | 2013 | 2015 | 2017 | 2019 |
| Počet obyvatel | 2123 | 2000 | 2093 | 2052 | 2000 |

### Jazyky
Většina obyvatel obce mluví rétorománsky, konkrétně dialektem sursilvan.

## Doprava

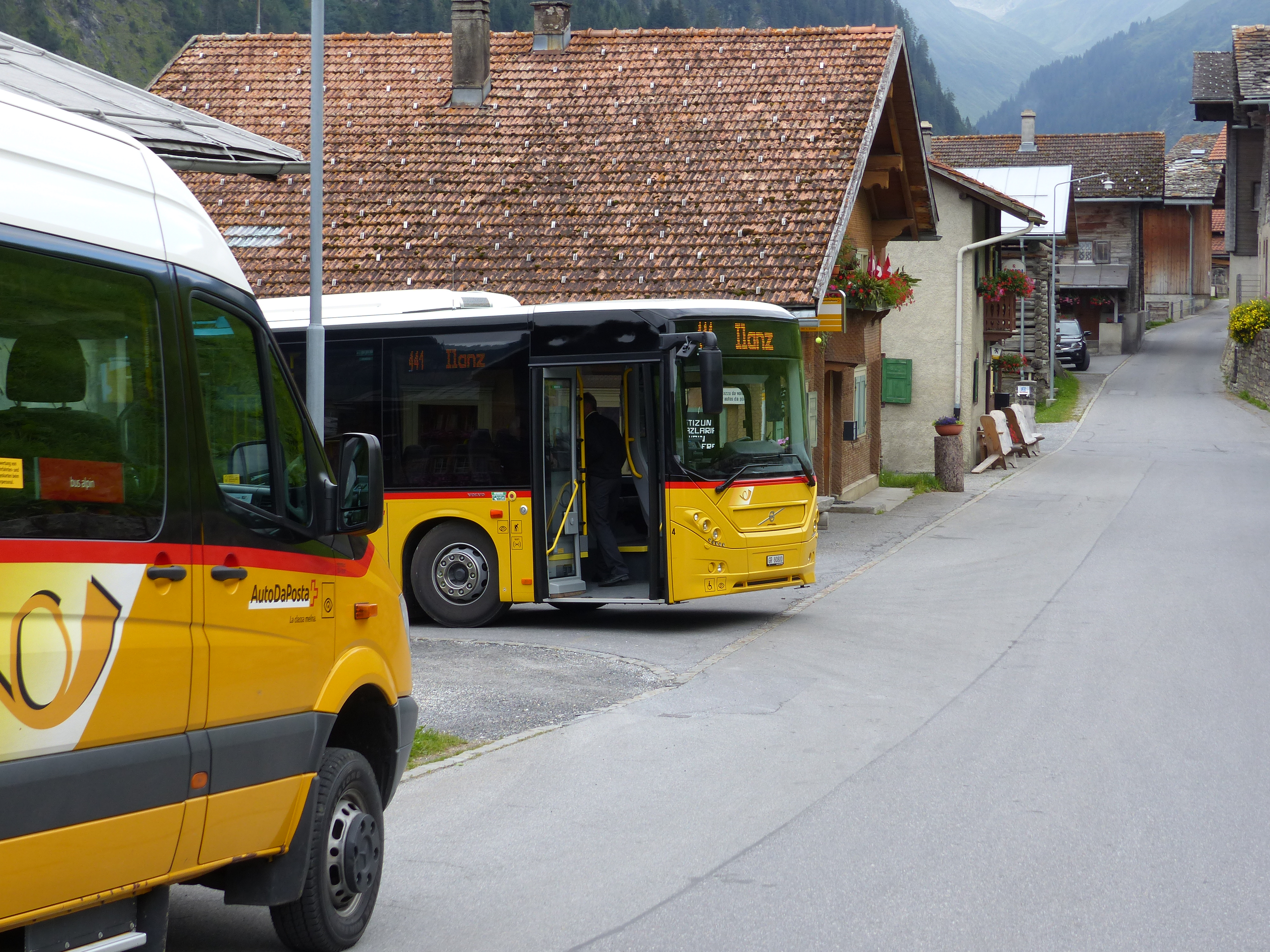
Poštovní autobusy ve Vrinu

Jednotlivé části obce jsou roztroušeny podél dvou silnic nižší třídy, vedoucích z Ilanzu směrem do hor. Jejich konečnými body jsou Vrin a Vals.
Nejbližší železniční stanice se nachází v Ilanzu (stanice Rhétské dráhy na trati Reichenau-Tamins – Disentis/Mustér).